# Elkhovo (Yambol)
Pour l’article homonyme, voir Elkhovo.
Èlkhovo (en bulgare Елхово) est une ville située dans le sud-est de la Bulgarie.

## Géographie
La ville de Elkhovo est située dans sud-est de la Bulgarie, à 325 km à l'est-sud-est de Sofia.
La ville est le chef-lieu de la commune de Elkhovo, qui fait partie de la région de Yambol.
| 1946  | 1956   | 1965   | 1975   | 1985   | 1992   | 2001   | 2005   | 2010   |
| ----- | ------ | ------ | ------ | ------ | ------ | ------ | ------ | ------ |
| 6 720 | 10 325 | 11 314 | 12 358 | 13 665 | 13 776 | 12 394 | 11 205 | 10 367 |

,,

## Histoire
Les conditions naturelles favorables - plaine à la terre riche, la présence de la rivière Toundja et le climat doux - ont entraîné l'implantation d'un habitat humain, près Elkhovo, dès la Préhistoire. Les fouilles archéologiques attestent la présence d'habitats du Néolithique (-6000 à -4000). Dès l'âge du bronze la région est habitée par les Thraces. Il subsiste, de cette époque, des restes de forts, de villages et des tumili, qui ont révélé la présence de poteries, de céramiques, d'armes et de bijoux raffinés.
Pendant l'Antiquité, le village d'Orouditsa fait partie du Royaume des Odryses. La région tombe sous influence romaine à compter de -72. Elle est intégrée, au Ier siècle, à l'Empire romain au sein de la province de Thrace. Le village d'Orouditsa ad Bougroum - situé sur la route entre Adrianoupolis et Kabilé - est fortifié. De nombreuses traces de cette époque subsistent dans la région : constructions, céramiques, monnaies, objets en bronze.
Après l'arrivée des Slaves dans le sud des Balkans, ils appellent le village Ioanitsa puis Ianitsa. Sous le règne du khan Kroum, la ville d'Elkhovo est incluse dans le Premier État bulgare.
La ville est conquise, en 1373, par l'Empire ottoman. Sous sa domination, la localité est appelée Yanidchali, Enidjé Kazalagatch et Kazalagatch. La ville est libérée le 21 janvier 1878, pendant la Guerre russo-turque de 1877-1878.
Par décret no 86, en date du 18 mars 1925, la ville est officiellement renommée Elkhovo - ce nom bulgare étant apparu vers la fin de la période turque - et reçoit le statut de ville.

## Éducation et culture
La première école fut fondée à Elkhovo en 1833.

## Personnalités liées
- Velko Kanev (1948-2011), acteur bulgare

## Galerie

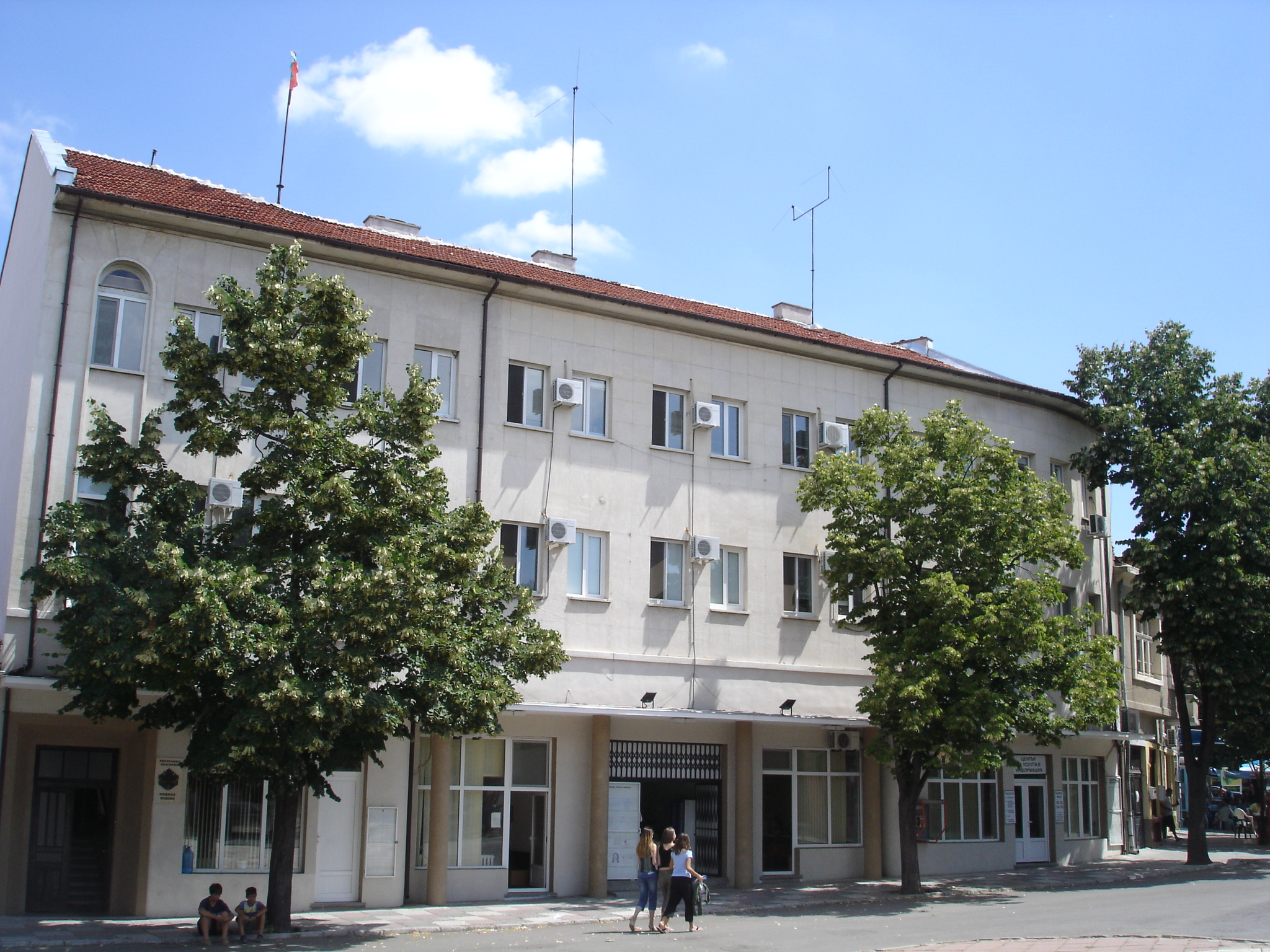
La mairie d'Elkhovo
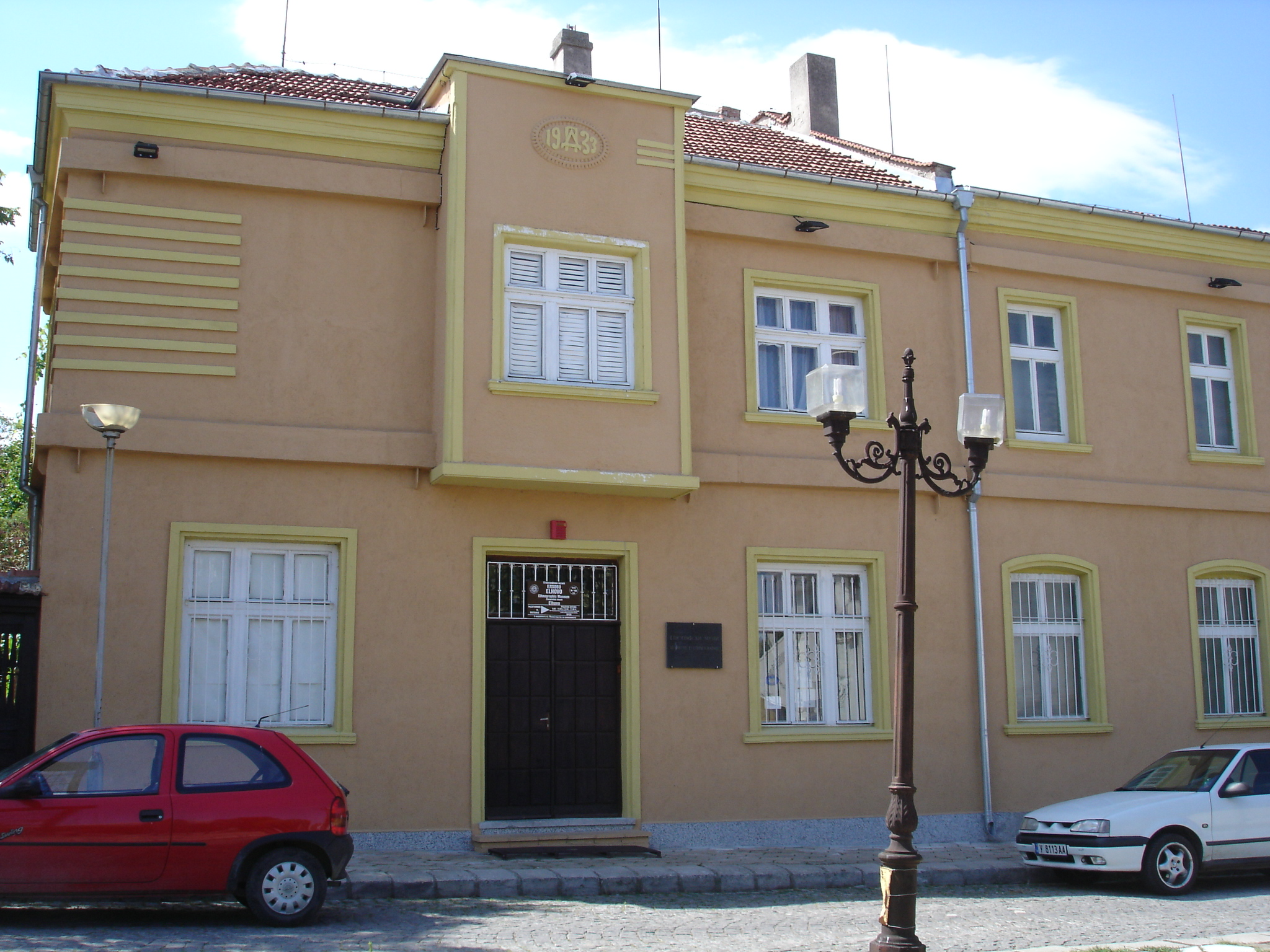
Le musée ethnographique
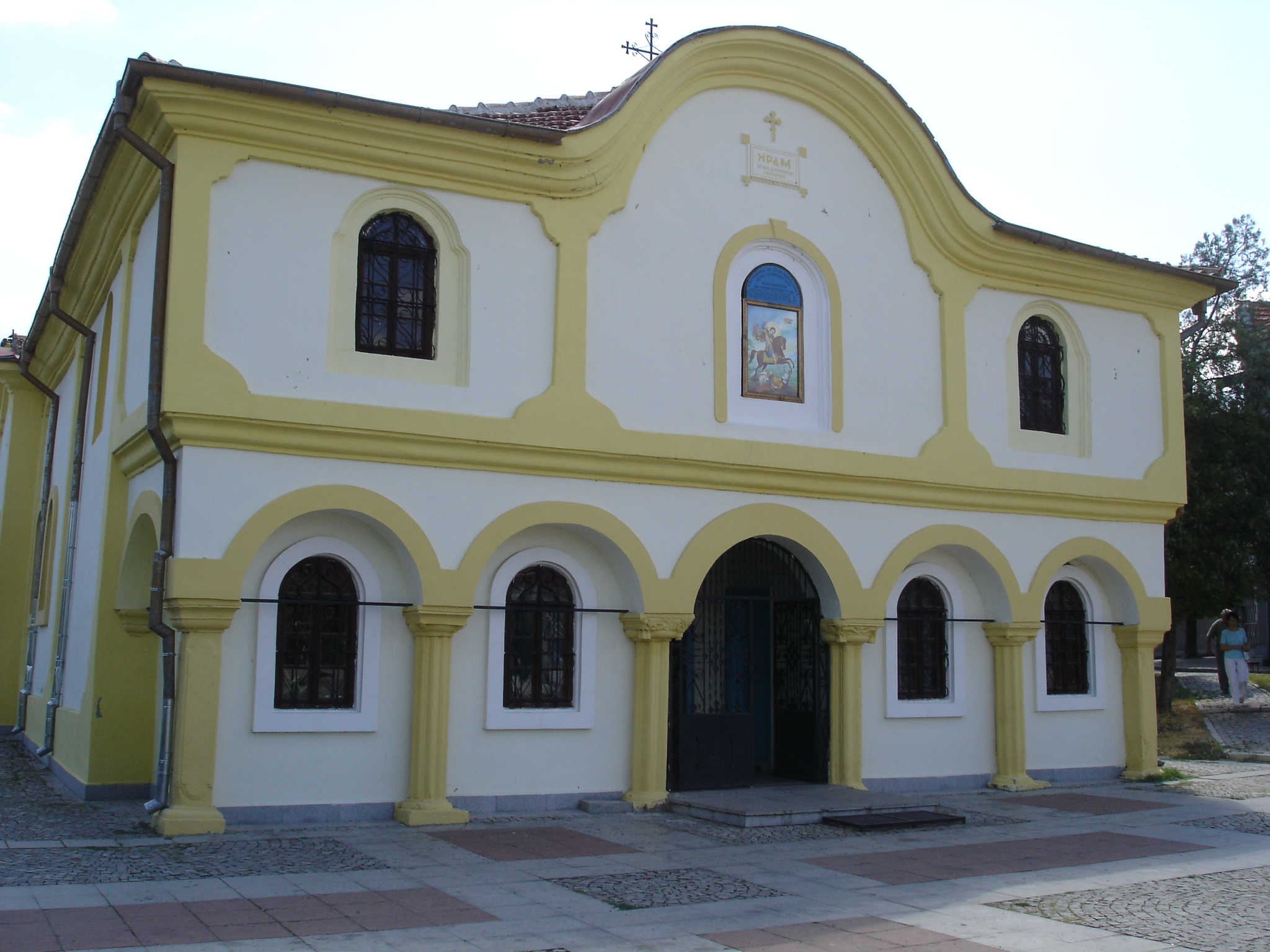
L'église Svéti Dimitar (Saint-Dimitri)
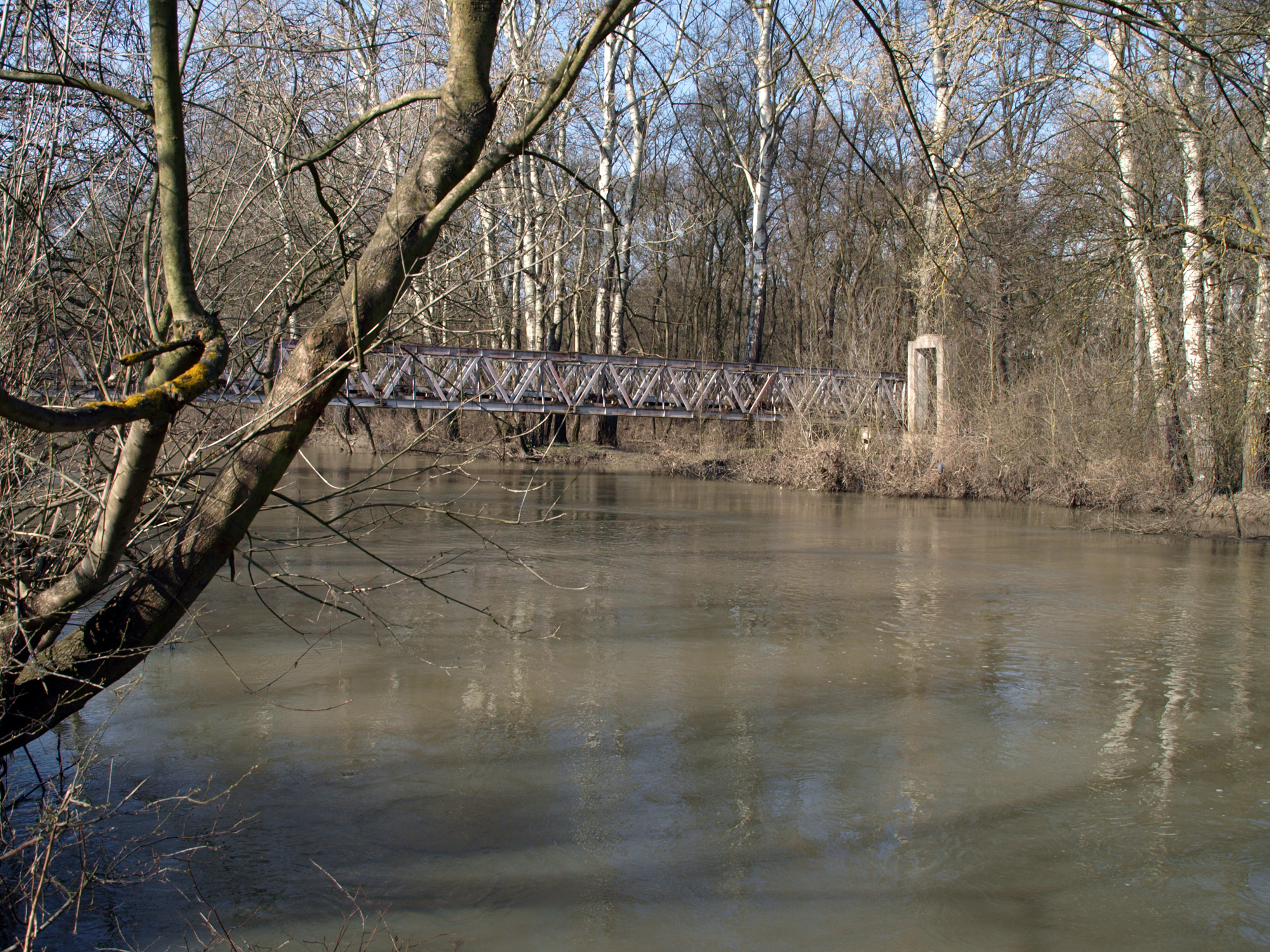
La Toundja à Elkhovo